# Banda MOWA d'indis choctaw
La Banda MOWA d'indis choctaw és una de les tribus reconegudes estatalment dels amerindis choctaws. Viu al sud d'Alabama, principalment als comtats de Washington i Mobile. La reserva MOWA Choctaw es troba al llarg de les ribes dels rius Mobile i Tombigbee, en 300 acres (1,2 km²) a prop de les petites comunitats d'Alabama sud-oest de McIntosh, Mount Vernon i Citronelle, i al nord de Mobile. A més dels membres de la reserva, uns 3.600 ciutadans tribals viuen en 10 assentaments petits prop de la comunitat de la reserva. Són dirigits pel cap electe Wilford Taylor. Afirmen provenir de petits grups choctaws i altres nadius americans de Mississipi i Alabama, que van evitar la deportació a Territori Indi en l'actual Oklahoma en l'època del Tractat de Dancing Rabbit Creek de 1830. De raça mixta, s'identifiquen com a choctaw.
Des de finals del segle XX la Banda MOWA d'indis choctaw han tractat de guanyar el reconeixement federal. No han complert amb els requisits de documentació de la Bureau of Indian Affairs (BIA) per demostrar la continuïtat històrica de la comunitat i reconeixement de la identitat indígena. La Banda Mississippi d'indis choctaw i la Banda Poarch d'indis creek, les dues tribus federalment reconegudes que operen els casinos de joc d'èxit en l'àrea, s'oposen al reconeixement de la Banda MOWA Choctaw.

## Història
Aquesta àrea de la frontera d'Alabama havia estat habitada des de fa milers d'anys pers pobles indígenes. Es creu que la cultura del Mississippi ha estat ancestral de les tribus històriques que parlen llengües muskogi, creek i choctaws, que va dominar la zona en temps històrics.
Els primers colons europeus a Mobile i el sud d'Alabama al segle xviii eren francesos i espanyols catòlics. L'àrea va ser governada pels nacionals d'aquests dos països abans que els britànics es va fer càrrec. Comerciants anglesos i escocesos van arribar abans de la Guerra de la Independència dels Estats Units i van ser seguits pels colons que van arribar a principis del segle xix.
Alguns nadius americans que van arribar a aquesta zona eren refugiats de la Guerra Creek (1813-1814). Altres eren choctaws que va rebutjar el trasllat a Territori Indi en 1830. Pel tractat, se'ls va permetre romandre com a residents de l'estat (i nord-americans) si renunciaven a la pertinença tribal choctaw. En 1835 el govern de l'estat va construir una escola índia a Mount Vernon (Alabama), amb mà d'obra subministrada pels choctaws. Abans de la Guerra Civil dels Estats Units els choctaws estaven en risc de "batudes índies" periòdiques per part del govern federal, així com en les incursions per traficants d'esclaus. Durant aquestes dècades sovint es van casar amb euroamericans i afroamericans, aquests darrers generalment esclaus. Pel 1860 tots els choctaws residents coneguts al sud-oest d'Alabama, molts d'ells de raça mixta, o bé eren morts o havien estat presos com a esclaus a altres estats. No va ser fins a 1889 que un grup petit de persones de raça mixta (assumits en la comunitat descendents d'africans i europeus) van afirmar ser choctaws.
A la dècada de 1890 la legislatura estatal definia un mulat com a qualsevol persona que era cinc o menys generacions d'un ancestre negre. Pel 1927 la legislatura estatal definia mulato com a qualsevol persona "descendent d'un negre." La posterior regla d'una gota, establida per llei en el segle xx, era un exemple de classificació hipodescencent i un intent de mantenir la supremacia blanca. Sovint anava tant contra les aparences individuals i de la comunitat en què una persona vivia i s'identificava. Alabama va aprovar lleis que imposen les lleis Jim Crow i segregaven racialment la societat, establint un sistema binari de dues races: blancs i "de color". Això significava que els registres no reflectirien qualsevol identitat índia. En els comtats de Washington i Mobile hi havia massa persones de raça mixta per encaixar en les categories simples, però tota persona de color van ser classificada com "de color", o negre. La regió va estar relativament aïllada fins Segona Guerra Mundial.
Durant l'era Jim Crow, que va durar bona part del segle xx, el senador estatal L.W. McCrae va popularitzar el terme "Cajan" per a la població mestissa al llarg de la frontera dels comtats. El terme prové de la unió de "Cajun" (CAJ) i indi (an), ja que alguns creien que la tribu era també d'origen francès. La diferència en l'ortografia indica el reconeixement que la gent era diferent dels descendents d'acadians, coneguts com a cajuns a la veïna Louisiana. La gent també van anomenar al poble "crioll", ja que semblaven similars als mestissos criolls del següent estat. Els criolls de Louisiana eren principalment d'ascendència francesa i africana. A Alabama, els criolls tenien principalment ascendència europea anglesa i escocesa-irlandesa, el que reflecteix els principals colons europeus a Alabama, així com de l'Àfrica. Els cognoms entre descendents cajans i choctaws eren principalment anglesos i escocesos.
Articles de revistes de mitjans del segle XX descriuen variades expressions i cuina entre els cajans que va manllevar de negres, criolls, tradicions ameríndies i europees d'Amèrica. En una revista d'interès general, un article de 1970 descriu els cajans com a la "tribu perduda d'Alabama". Els termes cajans i criolls eren usades alhora.

## Organització
Nombroses referències en els registres històrics assenyalen la presència d'indis choctaws en aquesta part d'Alabama. Històricament, van ser reconegudes escoles índies als comtats. En la dècada de 1970 la Comissió de Revisió de Política Indígena dels Estats Units (AIPRC) va descriure els 4.000 autoidentificats choctaws als comtats de Mobile i Washington com a "tribu no reconeguda". L'AIPRC s'havia format per la Bureau of Indian Affairs (BIA) per tal d'"examinar els antecedents històrics i jurídics de les relacions federals-índies i per determinar si les polítiques i programes havien de ser revisats. La comissió va trobar que els resultats del no Reconeixement van ser devastadors per a les comunitats indígenes."
Amb l'augment de l'activisme amerindi arreu del país, els choctaws va insistir en el seu dret a la lliure determinació i el reconeixement. El 1979 els choctaw en aquesta zona d'Alabama s'organitzaren com a Banda MOWA d'indis choctaw. "MOWA" és una contracció de Mobile i Washington, els dos comtats on havitaven aquest grup. La seu de la tribu es troba a McIntosh, en nom de William McIntosh, prominent cap dels creek de principis del segle xx, que era d'ascendència escocesa i creek, i identificat amb el clan de la seva mare com a creek.
Els membres tribals van comprar els seus primers 160 acres (0,65 km²) de terra al sud del Comtat de Washington el 1983. L'estat ha reconegut la seva terra com una reserva. Ells afirmen ser descendents de diverses tribus indígenes: choctaw, creek, cherokees, Mescalero i apatxe. El seu festival cultural anual, que inclou balls socials choctaws, jocs de pilota, un concurs de princesa choctaw, i un pow wow inter-tribal, se celebra el tercer cap de setmana de juny a les terres de la reserva.
Els MOWA demanaren al govern federal el reconeixement federal com a tribu. El 1994 el Bureau of Indian Affairs (BIA) va negar la petició dels MOWA dient que no van poder provar l'ascendència índia segons normes de la BIA, un dels set requisits per al reconeixement tribal. La BIA requereix a les tribus demostrar "cohesió interna, límits externs, i una identitat índia diferent", aquesta última traçada per descendència genealògica dels membres de les tribus històriques que figuren l'any 1900 en els registres coneguts com a Registres Dawes. Segons el portaveu de la BIA: "El que vam trobar va ser que els indis de la MOWA afirmaven que els seus avantpassats no eren els seus avantpassats."
Els choctaw anoten nombrosos factors històrics que han fet que sigui difícil per a ells per satisfer els requisits de BIA: diferències en les pràctiques d'assignació de noms tradicionals i dificultats en el seguiment de les variacions de noms a través dels registres; inconsistència del govern dels Estats Units en el manteniment de registres, no només en el registre de noms, sinó també de races (per exemple, una llista de totes les persones amb ascendència africana visible com a lliberts choctaws, independentment de si també tenien ascendència directa choctaw); la classificació de l'estat de tots els choctaws com a negres i registrats com a negres, acabà efectivament el manteniment de registres separats d'ells com a choctaws o indis; i la reticència de les autoritats federals d'acceptar històries orals de llinatge familiar.
Els MOWA presentaren una demanda contra la BIA, demanant que el tribunal federal revoqués la decisió de la BIA. La demanda va ser rebutjada el 2008 per un tribunal federal per un tecnicisme. El tribunal va dictaminar que la tribu havia esperat massa temps per presentar la demanda i havia passat el terme de sis anys de prescripció. Va prendre nota d'una carta de 1999 del Secretari d'Interior. Havia rebutjat qualsevol consideració addicional de la reivindicació de la tribu.